# All About Anna
All About Anna es una película del año 2005 dirigida por Jessica Nilsson y protagonizada por Gry Bay.
La película es coproducida por la compañía cinematográfica Zentropa de Lars von Trier.
Forma parte de Puzzy Power Manifesto trilogía que se completará con Constance (1998) y Pink Prison (1999).